# 吉田達磨
吉田 達磨（よしだ たつま、1974年6月9日 - ）は、埼玉県出身のサッカー指導者、元サッカー選手。現役時代のポジションはミッドフィールダー（MF）。

## 来歴

### 選手として
中学時代は日立製作所のジュニアユースに所属。東海大学付属浦安高校を経て、1993年に日立の後身でもある柏レイソルに入団。1997年に京都パープルサンガ（現：京都サンガF.C.）、1999年にモンテディオ山形に移籍。山形在籍時の1999年11月21日に行われたJ2第36節（最終節）・大分トリニータ戦（大分陸）ではアディショナルタイムに大分のJ1昇格の夢を打ち砕くフリーキックを決めた。
2001年末をもって山形から戦力外通告を受ける。その前後から海外リーグ挑戦への希望があり、中華人民共和国やオーストラリアでのプレーを希望したが叶わず。シンガポールのジュロンFCで2試合に出場したが、同年末に現役を引退した。

### 指導者として
引退後は柏の下部組織コーチに就任。U-15/U-18のコーチ・監督を経て2010年にはアカデミーダイレクターに就任。この間、アカデミーの全カテゴリーで「自分たちがボールを保持する攻撃的なサッカー」という共通コンセプトを確立し、工藤壮人・武富孝介・酒井宏樹らの若手選手の発掘・育成に力を注いだ。2012年にはトップチームの強化部ダイレクター（強化責任者）に就任する。
2015年、勇退を表明したネルシーニョの後任として柏レイソルトップチーム監督に就任。ACLでベスト8、天皇杯ではベスト4に進出するが、リーグ戦は第1ステージ14位と低迷し、10月28日、2年契約を1年残してシーズン限りでの解任が発表された。
柏監督を退任後、2016年シーズンより柳下正明の後任としてアルビレックス新潟の監督に就任。新潟では1stステージ13位、2ndステージ15位と共に低迷し、2ndステージ第13節の鹿島アントラーズ戦に敗れ、リーグ戦2度目の4連敗を喫したところで9月27日に監督を解任された。
2017年シーズンよりヴァンフォーレ甲府の監督に就任。長年「守備一辺倒」とも言われてきたチームを「ボールを保持するスタイル」に変革するべく取り組んだが、チームの成績は上がらずJ2降格。2018年シーズンは「1年でのJ1復帰」を宣言して臨んだが、11試合終了時点で2勝5分4敗・勝ち点11の16位に低迷し、直近の4戦が未勝利（3分1敗）となったことを受け、2018年4月30日付で監督を解任された。監督解任は、3回連続となった。
2019年5月30日、シンガポール代表の監督への就任が発表された。
2022年1月3日、2度目のヴァンフォーレ甲府の監督就任。天皇杯ではJ1勢を破って決勝に駒を進め、サンフレッチェ広島との死闘の末クラブ初の三大タイトル優勝に導いたが、リーグ戦で18位と成績不振に陥りクラブ側から契約が更新されない旨を通告され1年で退任することになり事実上の解任となった。
2023年8月22日、徳島ヴォルティスの新監督に就任することが発表された。
2024年3月31日、成績不振により徳島ヴォルティスの監督を解任された。同年7月11日、黄善洪率いる韓国・Kリーグ1の大田ハナシチズンのコーチに就任。

## 所属クラブ
- 東海大学付属浦安高等学校
- 1993年 - 1996年  柏レイソル
- 1997年 - 1998年  京都パープルサンガ
- 1999年 - 2001年  モンテディオ山形
- 2002年  ジュロンFC（英語版）

## 個人成績
| 国内大会個人成績 | 国内大会個人成績 | 国内大会個人成績 | 国内大会個人成績 | 国内大会個人成績             | 国内大会個人成績 | 国内大会個人成績 | 国内大会個人成績 | 国内大会個人成績 | 国内大会個人成績 | 国内大会個人成績 | 国内大会個人成績 |
| 年度             | クラブ           | 背番号           | リーグ           | リーグ戦                     | リーグ戦         | リーグ杯         | リーグ杯         | オープン杯       | オープン杯       | 期間通算         | 期間通算         |
| 年度             | クラブ           | 背番号           | リーグ           | 出場                         | 得点             | 出場             | 得点             | 出場             | 得点             | 出場             | 得点             |
| 日本             | 日本             | 日本             | 日本             | リーグ戦                     | リーグ戦         | リーグ杯         | リーグ杯         | 天皇杯           | 天皇杯           | 期間通算         | 期間通算         |
| ---------------- | ---------------- | ---------------- | ---------------- | ---------------------------- | ---------------- | ---------------- | ---------------- | ---------------- | ---------------- | ---------------- | ---------------- |
| 1993             | 柏               |                  | 旧JFL1部         |                              |                  |                  |                  |                  |                  |                  |                  |
| 1994             | 柏               |                  | 旧JFL            |                              |                  |                  |                  |                  |                  |                  |                  |
| 1995             | 柏               | -                | J                | 0                            | 0                | -                | -                | 0                | 0                | 0                | 0                |
| 1996             | 柏               | -                | J                | 4                            | 1                | 1                | 0                | 0                | 0                | 5                | 1                |
| 1997             | 京都             | 23               | J                | 2                            | 0                | 0                | 0                | 0                | 0                | 2                | 0                |
| 1998             | 京都             | 23               | J                | 5                            | 0                | 0                | 0                | 0                | 0                | 5                | 0                |
| 1999             | 山形             | 7                | J2               | 34                           | 5                | 2                | 0                | 4                | 0                | 40               | 5                |
| 2000             | 山形             | 7                | J2               | 36                           | 2                | 2                | 0                | 2                | 0                | 40               | 2                |
| 2001             | 山形             | 7                | J2               | 24                           | 0                | 2                | 0                | 0                | 0                | 26               | 0                |
| シンガポール     | シンガポール     | シンガポール     | シンガポール     | リーグ戦                     | リーグ戦         | リーグ杯         | リーグ杯         | シンガポール杯   | シンガポール杯   | 期間通算         | 期間通算         |
| 2002             | ジュロン         |                  | Sリーグ          |                              |                  |                  |                  |                  |                  |                  |                  |
| 通算             | 日本             | 日本             | J                | 11                           | 1                | 1                | 0                | 0                | 0                | 12               | 1                |
| 通算             | 日本             | 日本             | J2               | 94                           | 7                | 6                | 0                | 6                | 0                | 106              | 7                |
| 通算             | 日本             | 日本             | 旧JFL            | \|\|\|\|\|\|\|\|\|\|\|\|\|\| |                  |                  |                  |                  |                  |                  |                  |
| 通算             | シンガポール     | シンガポール     | Sリーグ          | \|\|\|\|\|\|\|\|\|\|\|\|\|\| |                  |                  |                  |                  |                  |                  |                  |
| 総通算           | 総通算           | 総通算           | 総通算           | \|\|\|\|\|\|\|\|\|\|\|\|\|\| |                  |                  |                  |                  |                  |                  |                  |

## 指導歴
- 2002年  東海大学付属浦安高校サッカー部 臨時コーチ
- 2003年 - 2015年  柏レイソル
  - 2003年 U-18 コーチ
  - 2004年 U-15 コーチ
  - 2005年 U-15 監督
  - 2006年 U-18 コーチ
  - 2007年 U-18 ヘッドコーチ
  - 2008年 U-18 監督
  - 2009年 U-15 監督
  - 2010年 アカデミーダイレクター
  - 2011年 強化本部長
  - 2012年10月 強化部ダイレクター
  - 2013年 - 2014年 ダイレクター
  - 2015年 トップチーム 監督
- 2016年 - 2016年9月  アルビレックス新潟 監督
- 2017年 - 2018年4月 ヴァンフォーレ甲府 監督[11]
- 2019年5月 - 2021年  シンガポール代表 監督
- 2022年  ヴァンフォーレ甲府 監督
- 2023年8月 - 2024年3月  徳島ヴォルティス 監督
- 2024年7月 -  大田ハナシチズン コーチ

## 監督成績
| 年度 | 所属 | クラブ | リーグ戦 | リーグ戦 | リーグ戦 | リーグ戦 | リーグ戦 | リーグ戦 | カップ戦  | カップ戦  |
| 年度 | 所属 | クラブ | 順位     | 試合     | 勝点     | 勝       | 分       | 敗       | Jリーグ杯 | 天皇杯    |
| ---- | ---- | ------ | -------- | -------- | -------- | -------- | -------- | -------- | --------- | --------- |
| 2015 | J1   | 柏     | 10位     | 34       | 45       | 12       | 9        | 14       | ベスト8   | ベスト4   |
| 2016 | J1   | 新潟   | 15位     | 30       | 27       | 7        | 6        | 17       | 予選敗退  | -         |
| 2017 | J1   | 甲府   | 16位     | 34       | 32       | 7        | 11       | 16       | 予選敗退  | 2回戦敗退 |
| 2018 | J2   | 甲府   | 16位     | 11       | 11       | 2        | 5        | 4        | -         | -         |
| 2022 | J2   | 甲府   | 18位     | 42       | 48       | 11       | 15       | 16       | -         | 優勝      |
| 2023 | J2   | 徳島   | 15位     | 11       | 16       | 4        | 4        | 3        | -         | -         |
| 2024 | J2   | 徳島   | 20位     | 7        | 4        | 1        | 1        | 5        | 1回戦敗退 | -         |

- 2016年・2018年・2024年は退任時点での成績。
- 2023年は8月より指揮。順位はシーズン最終順位。

## タイトル

### 監督時代
ヴァンフォーレ甲府
- 天皇杯 JFA 全日本サッカー選手権大会 : 1回 (2022年)